# Спасская церковь (Тюмень)
Спа́сская це́рковь (Храм в честь Нерукотворённого О́браза Спа́са) — один из старейших и наиболее выразительный среди храмов Тюмени, памятник архитектуры федерального значения. Сочетает в своей архитектуре сибирское барокко конца XVIII века и русский стиль начала XX века. Располагается по адресу: ул. Ленина, 43 (на перекрёстке улиц Ленина и Челюскинцев).

## История

### Храм на Большой Спасской проезжей улице

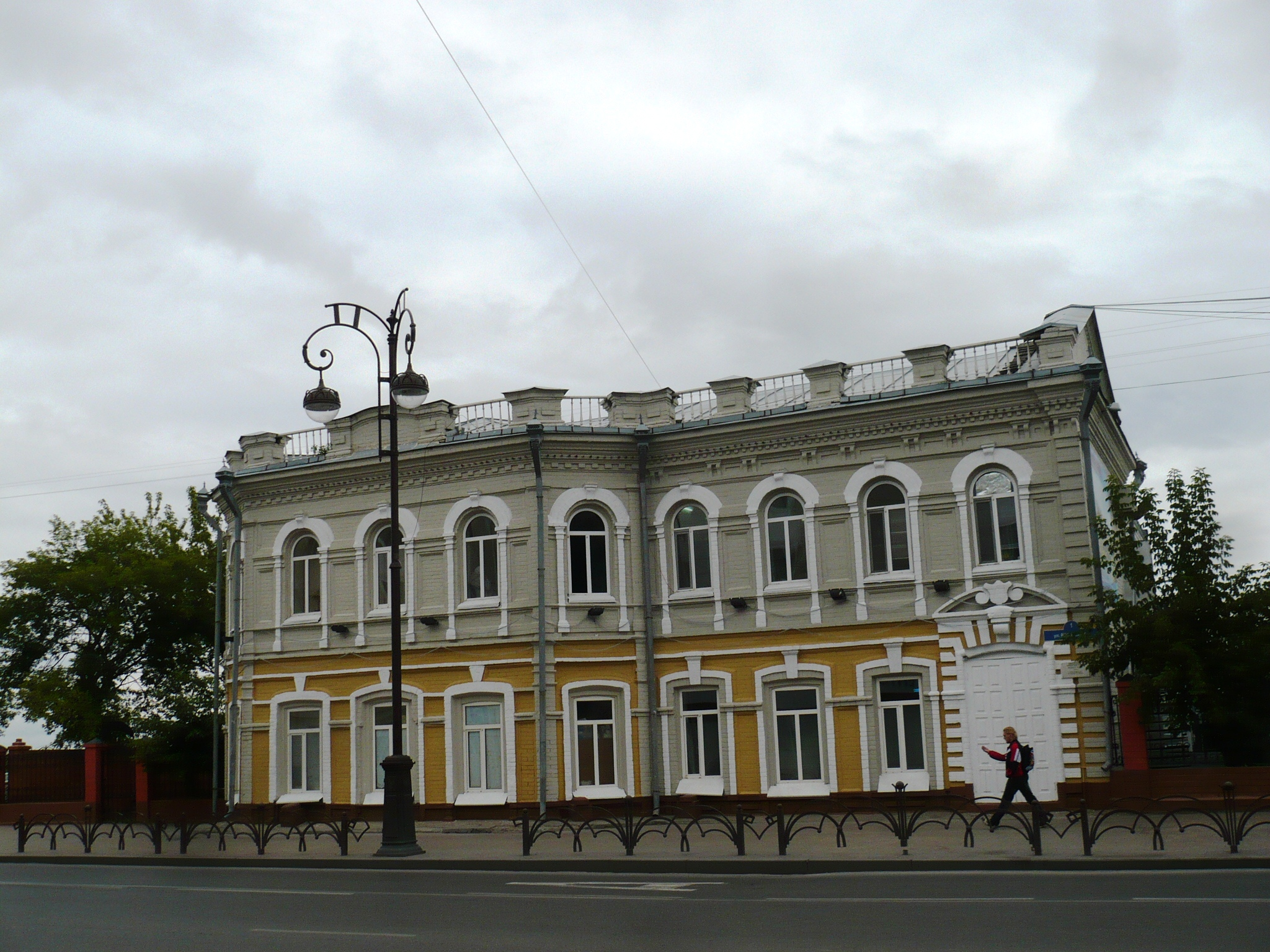
По предположению А. С. Иваненко, церковь Всемилостивого Спаса первоначально находилась где-то здесь.

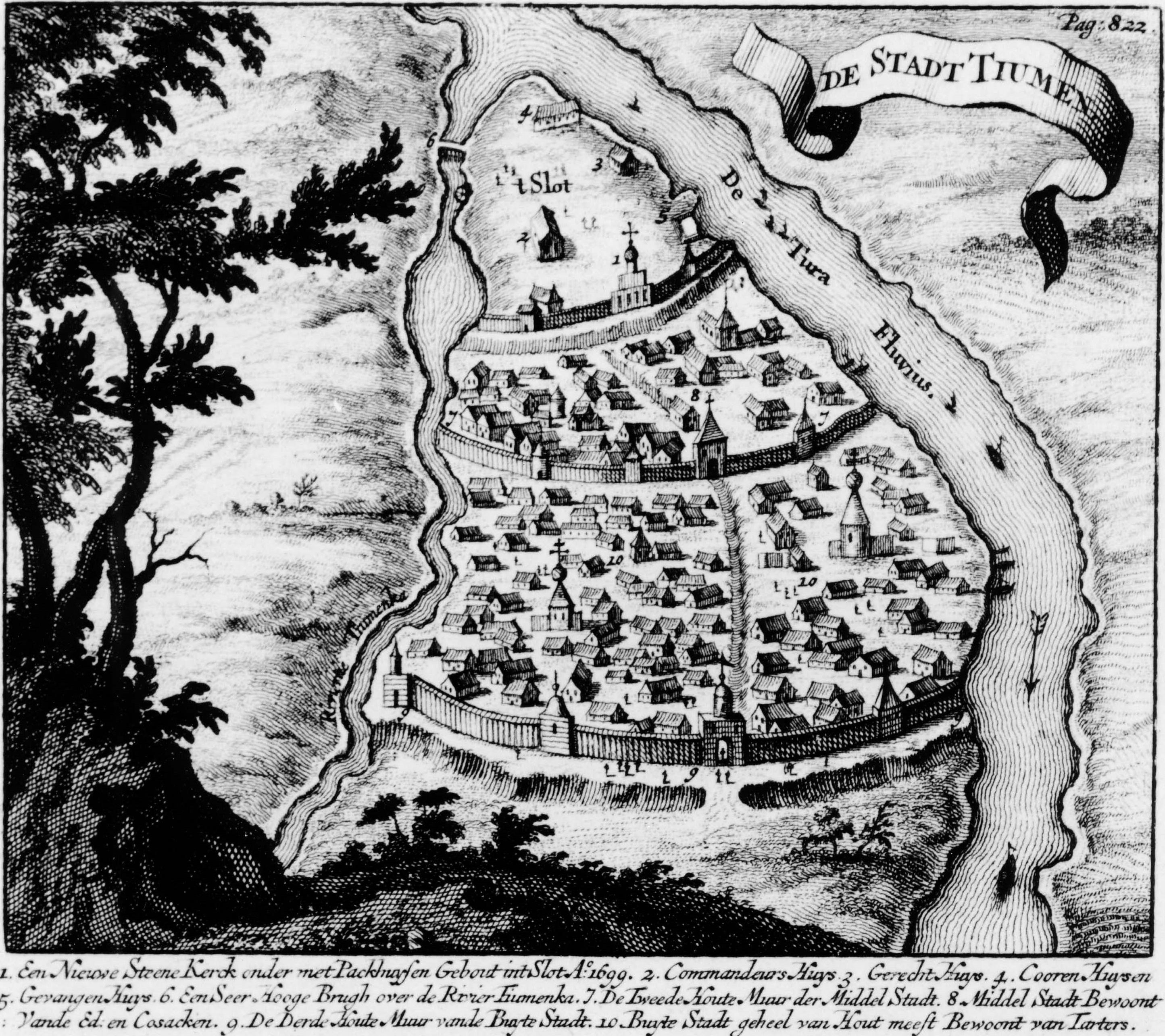
Рисунок Тюмени между пожарами 1668 и 1695 годов. Гравюра из книги Н. Витсена «Северная и Восточная Тартария»

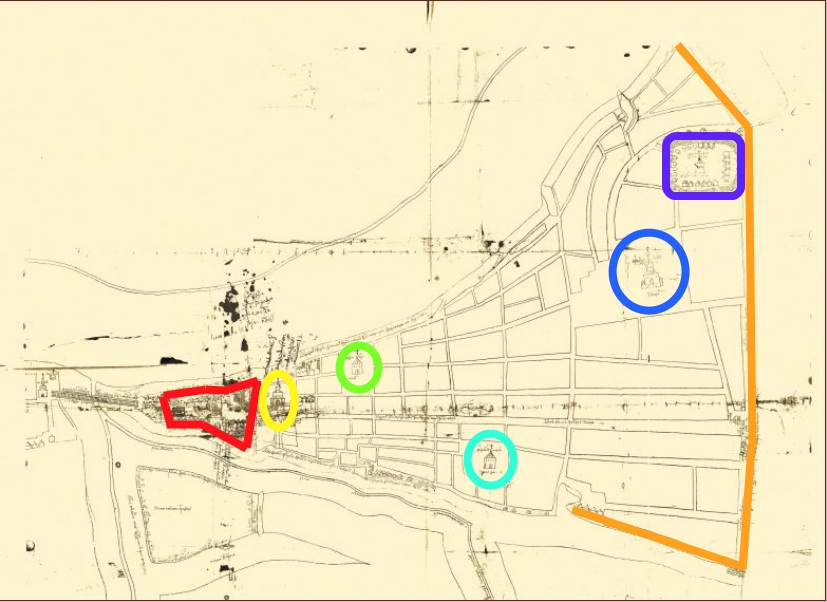
План Тюмени около 1700 года из «портфелей Миллера». Церковь Всемилостивого Спаса обведена жёлтым контуром.

Кунгурская летопись (ст. 121) гласит, что Спасская церковь возведена в 1586 году при закладке Тюменского кремля:

поставиша град Тюмень, июля в 29 день, еже Чинги слых, и церковь воздвигоша Всемилостивого Спаса, первую в Сибири

Того же мнения придерживались историки В. К. Андриевич и И. М. Покровский. В пользу этой версии говорит то, что дата основания города (29 июля [8 августа] 1586 года) близка к дате праздника Всемилостивого Спаса (1 августа по юлианскому календарю). Вместе с тем Есиповская летопись, сибирский этнограф Н. А. Абрамов и харьковчанин П. Н. Буцинский отдавали первенство по времени строительства другим тюменским храмам. Например, П. Н. Буцинский ссылается на документ, из которого следует, что ещё в 1600 году Спасской церкви в Тюмени не было.
Таким образом, первым достоверным упоминанием о тюменской Спасской церкви является Дозорная книга 1624 года, называющая в укреплённом посаде церковь во имя Всемилостивейшего Спаса, деревянную, холодную. Храм располагался на торговой (гостиной) площади, возле стены Тюменского кремля. Вслед за известным тюменским краеведом-любителем А. С. Иваненко по сходству названий логично предположить, что рядом находилась и Спасская проезжая башня кремля, от которой начиналась Большая Спасская проезжая улица (ныне улица Республики). По мнению А. С. Иваненко, церковь находилась ориентировочно чуть левее современного дома номер 1 по ул. Республики, это место сейчас уже смыто Турой.
После сильного пожара 1668 года стены посада были отодвинуты на восток. Так, Спасская проезжая башня была перенесена из кремля на место сгоревшей Знаменской башни острожной стены (перекрёсток современных улиц Республики и Челюскинцев). Новая стена посада прошла вдоль будущей улицы Иркутской (ныне Челюскинцев) и простояла до пожара 1766 года. Вместе с тем на рисунке Тюмени между 1668 и 1695 годами из книги Н. Витсена «Северная и Восточная Тартария» и на плане города около 1700 года, обнаруженном П. М. Головачёвым в «портфелях Миллера», церковь Всемилостивого Спаса показана на прежнем месте возле кремля.
«Список тюменский городовой нынешнего 204 г.» в рассказе о разрушительном пожаре 14 (24) апреля 1687 года также сообщает, что Спасская церковь находилась возле кремля, и от неё загорелись кремлёвские постройки. Пострадала церковь и в пожаре 2 (12) октября 1695 года, после которого было принято решение о начале в городе каменного строительства, из-за нужд Северной войны реализованное в сильно усечённом виде. Академик Г. Ф. Миллер упоминает в 1741 году в Тюмени церковь Нерукотворённого Образа с приделом чудотворца Сергия Радонежского, то есть храм после пожара был восстановлен.
С. П. Заварихин и Б. А. Жученко утверждают, что новая каменная церковь возведена на месте старого деревянного Спасского храма с приделом Тихвинской Божьей Матери, срубленного в 1753 году. Таким образом, храм был перенесён на своё нынешнее место в 1-й половине XVIII века. Сообщение А. С. Иваненко о том, что в каменной Спасской церкви хранилась икона Нерукотворного Спаса, с которой тюменцы совершали ежегодный крестный ход до с. Каменка начиная ещё с 1650 года, в любом случае свидетельствует о наличии преемственности между старым деревянным храмом Всемилостивого Спаса и новым каменным. Тоболяк И. В. Белич считает, что после пожара 1766 года деревянная церковь уже не восстанавливалась вплоть до 1796 года, когда стали строить каменный храм, однако есть и другие мнения.

### Каменный храм

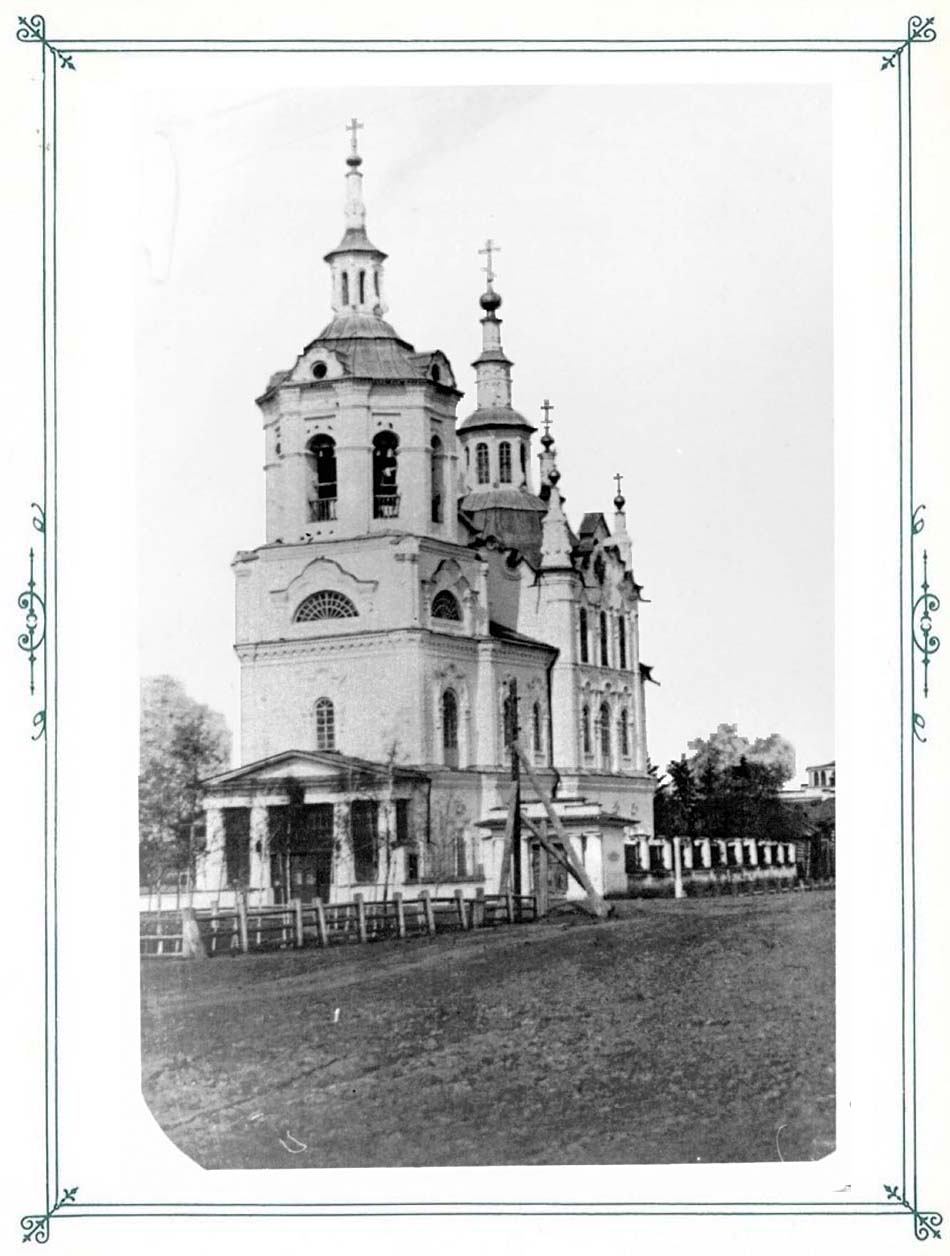
Первоначальный вид храма. Западная сторона. До 1887 года

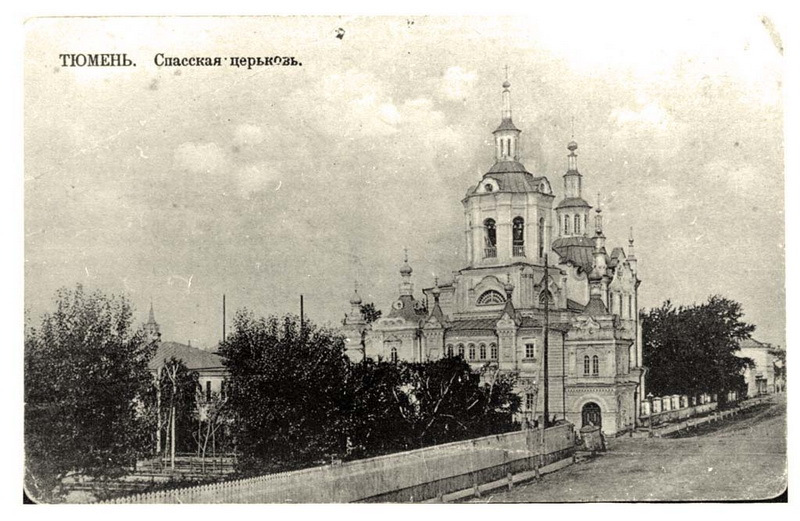
Западная сторона после реконструкции по проекту Б. Б. Цинке.

Возведение каменной Спасской церкви завершило третий строительный период в истории Тюмени, когда были последовательно заложены также каменные Успенская (1768, не сохранилась), Знаменская (1768), Крестовоздвиженская (1775), Михаило-Архангельская (1781) и Вознесенско-Георгиевская (1789) церкви. Двухэтажная каменная Спасская церковь была заложена 20 июня (1 июля) 1796 года (мемориальная доска на здании ошибочно указывает на 1794 год). В 1798 году зимний (тёплый) храм нижнего этажа был закончен и освящён в честь Тихвинской Богородицы. Строительство верхней церкви завершилось лишь в 1819 году с освящением в честь Спаса Нерукотворного. Престол Спаса считался главным, по нему церковь и стала именоваться Спасской, так же как и проходящая мимо неё улица.
Известен факт, что в каменном храме в специально устроенных склепах были похоронены строители (ктиторы) и старейшие священнослужители храма. 6 (18) февраля 1893 года при храме была открыта одноклассная Спасо-Архангельская церковно-приходская школа.
До революции здание дважды претерпело реконструкцию. Сперва по проекту архитектора Тобольской и Сибирской епархии Б. Б. Цинке-Готлиба в 1887 году с западной стороны была сооружена массивная двухэтажная паперть с шатровыми крыльцами в русском стиле. Новый объём вышел за красную линию и практически заслонил церковь. Инициатором следующей реконструкции выступил бывший тюменский городской голова, купец I гильдии Андрей Иванович Текутьев, долгое время (1902—1916) на общественных началах исполнявший в Спасской церкви обязанности старосты.
После смерти в 1913 году жены Текутьева Евдокии Яковлевны городской архитектор К. П. Чакин разработал по желанию купца проект строительства к церкви придела. Однако здание считалось уже культурной ценностью, в связи с чем епархиальная консистория вынуждена была отправить проект на согласование в Императорскую археологическую комиссию, которая в ноябре 1913 года реконструкцию запретила, ибо та

заслонит очень интересные в художественно-архитектурном отношении части северного фасада и уничтожит красивые наличники.

Текутьева запрет не остановил. К. П. Чакин переделал проект, и в 1914—1916 годах северный придел был на средства купца возведён. В приделе размещены престолы: на первом этаже во имя небесных покровителей четы Текутьевых — Андрея Критского и преподобномученицы Евдокии, на втором этаже во имя Иоанна Тобольского и Сергия Радонежского. Там же в склепе были погребены сам Текутьев (ум. в 1916 году) и его супруга.
Северный придел почти точно повторил очертания основного объёма, таким образом церковь приобрела редкую для Сибири «сдвоенную» форму. Через несколько лет западные фасады основного храма и северного придела были объединены пристройкой к ним двухэтажной паперти-притвора со всходом в русском стиле.

### Послереволюционный период
Первая волна гонений на религию прошла по Тюмени в 1922 году. В период с 8 апреля по 5 мая состоялась кампания по изъятию церковных ценностей, из храма изъяли 4 пуда и 6 фунтов серебра. В ноябре в честь 5-й годовщины Октябрьской революции была переименована 41 городская улица. В этом списке оказалась и Спасская, получившая имя Ленина. По воспоминаниям художника А. П. Митинского, прах А. И. Текутьева был убран из церкви примерно в то же время, в 1920—1921 годах. По состоянию на июнь 1927 года Спасская церковь наряду со Всехсвятской оставались единственными в городе храмами сторонников патриарха Тихона (ещё 2 церкви были отданы последователям обновленческого толка); приход церкви насчитывал 1 500 человек.
В 1929 году началась вторая волна гонений на религию. Благочинный Тюмени протоиерей Алексей Тоболкин и настоятель Спасской церкви священник Илья Популов обвинены газетой «Красное Знамя» в хищении церковных ценностей, постановлением президиума Тюменского горсовета от 16 декабря закрываются обе «обновленческие» Знаменская и Михаило-Архангельская церкви, а 15 января 1930 года из ведения религиозной общины изъята и Спасская церковь за «неуплату долгов и за невыполнение обязательств» по использованию культового имущества. Первоначально в ней была устроена пересыльная тюрьма для высылаемых на Север раскулаченных (в ряде источников она названа общежитием). Со снижением в 1932 году остроты вопросов коллективизации и раскулачивания церковь планировалось взорвать вслед за Успенским собором, однако в городской Совет пришёл циркуляр из Наркомпроса РСФСР от 3 августа за № 17147:

Сектор науки Наркомпроса доводит до В/сведения, что б. Спасская церковь гор. Тюмени состоит на учёте и под охраной Наркомпроса, а поэтому сломка и искажение её наружной архитектуры недопустимы и будут караться, как нарушение декретов ВЦИК и СНК об охране памятников искусства и старины…

В результате удалось снести только отдельно стоящую колокольню, а здание использовали под размещение городского архива (до 1960 года архивы входили в структуру НКВД—МГБ—МВД), переместившегося из Свято-Троицкого монастыря, и Центральной городской библиотеки (ныне Тюменская областная научная библиотека им. Д. И. Менделеева). С августа 1941 года по март 1942 года здесь хранились 96 опечатанных ящиков с эвакуированными из Симферополя (Центрального музея Тавриды) крымским золотом и античными музейными ценностями. Ценности сопровождал до Тюмени и охранял в городе Константин Иосифович Дубинин, отец председателя Центрального банка РФ С. К. Дубинина.
Вдохновлённые изданием постановлений Совнаркома СССР «О порядке открытия церквей» от 28 ноября 1943 года и «О порядке открытия молитвенных зданий религиозных культов» от 19 ноября 1944 года, верующие ходатайствовали в 1945 году перед Тюменским облисполкомом о возвращении им здания церкви, поскольку единственной действующей церковью в городе оставалась маленькая Всехсвятская. Вместо возврата Спасской церкви верующим был передан Знаменский собор.
В 1959 году в связи с неудовлетворительными условиями хранения документов архив был переведён в Тобольск, а в 1981 году библиотека переехала в новое здание по ул. Орджоникидзе, 59, её место заняли фонды и научная библиотека Тюменского областного краеведческого музея. Постановлением Совета Министров СССР от 22 мая 1948 года № 503 Спасская церковь наряду со Знаменским собором и Свято-Троицким монастырём отнесена к числу государственных памятников архитектуры. Постановлением Совета Министров РСФСР от 30 августа 1960 года № 1327 переведена в разряд памятников республиканского значения. В середине 1970-х годов начата реставрация, вокруг церкви были поставлены строительные леса, но реставраторов отозвали в Москву для подготовки города к приёму Летних Олимпийских игр 1980 года. Реставрация возобновилась только 24 марта 2004 года по распоряжению губернатора С. С. Собянина, закончилась весной 2006 года.

### Происшествия, вошедшие в городские легенды

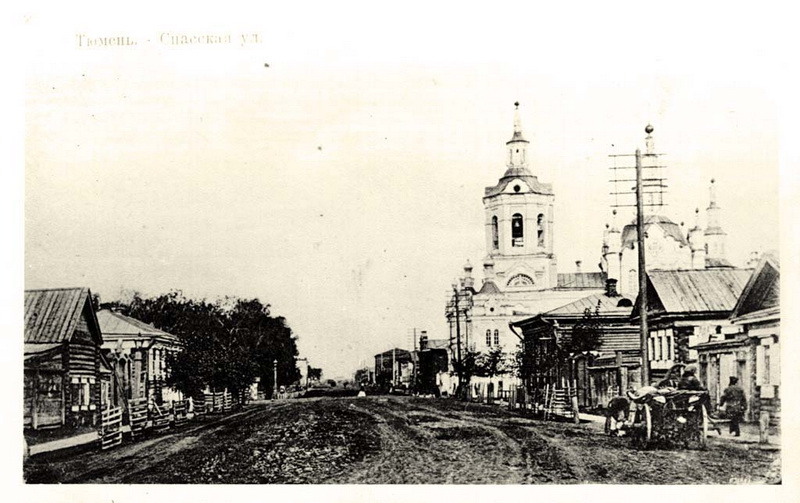
Спасская улица. Место, где проезжали цесаревичи и тонули лошади.

- Легендарным среди тюменцев стал случай, когда 14 (26) апреля 1826 года в районе Гостиного двора, по сообщению «Сибирской торговой газеты», в «несусветной грязи» утонула лошадь ржевского мещанина Андрея Березникова[23]. Как утверждает А. С. Иваненко, это примечательное событие произошло как раз на перекрёстке современных улиц Челюскинцев и Ленина, возле Спасской церкви[9].
- Действующие монархи Тюмень не посещали, а вот наследники престола были дважды. Вечером 31 мая (11 июня) 1837 года в город прибыл совершавший большое путешествие по России цесаревич Александр Николаевич, будущий император Александр II. Его карета остановилась возле Спасской церкви, цесаревич поцеловал крест и зашёл помолиться в храм[9].

## Современное состояние
На сегодня здание является объектом культурного наследия (памятником архитектуры) федерального значения (код 7210007000), продолжает использоваться в качестве фондохранилища Музейного комплекса имени И. Я. Словцова. Среди хранящихся в церкви музейных экспонатов имеется, в частности, «Триодь постная» Швайпольта Фиоля издания 1492 года — одна из первых напечатанных книг на кириллице.
15 июля 1991 года президиум Тюменского городского Совета народных депутатов принял решение о передаче храма Тобольской и Тюменской епархии, вместе с тем исполнения решения затянулось по причине задержки строительства нового здания музея на ул. Советская.

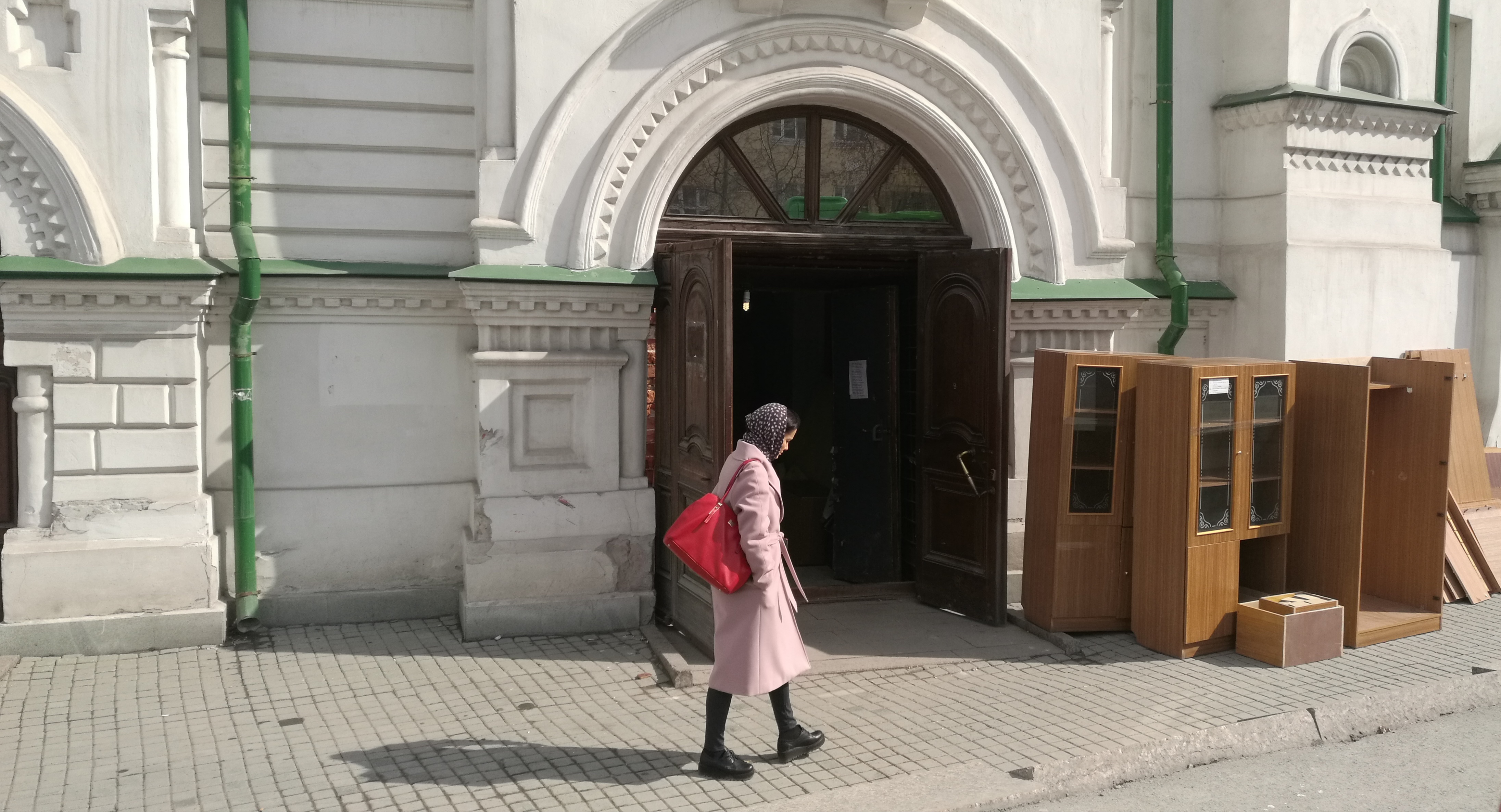
Переезд музейных коллекций. 2018.

Начиная с 2006 года Спасская церковь была центром скандала по поводу планов возведения вокруг неё сначала гостиницы «Marriott», а затем жилого массива. Скандал вместил в себя проведение пикетов, признание судом незаконным распоряжения Департамента имущественных отношений Тюменской области и даже открытое письмо членов Союза писателей России (в числе авторов Валерий Ганичев и Валентин Распутин). Принятое в августе 2012 года в пользу представителей общественности судебное решение было отменено кассационной инстанцией 26 декабря того же года.
В 2018 году музейные коллекции были перенесены во вновь построенное здание Тюменского музейного комплекса. В 2020 году при очередной реставрации в церкви были обнаружены человеческие останки. Антропологическая экспертиза, проведённая в Институте этнологии и антропологии РАН, установила, что они принадлежат бывшему главе Тюмени Андрею Текутьеву. До этого момента место его захоронения оставалось загадкой.

## Архитектура
Храм в плане продолговатый, трёхчастный, что типично для западносибирского культового зодчества.
План Спасской церкви подобен плану построенной несколько ранее Вознесенско-Георгиевской, совпадают даже многие размеры. Вместе с тем она обладает архитектурным своеобразием. В основном объёме активно применялись приёмы сибирского барокко, хотя и менее раскованно по сравнению со Знаменским собором. 
Храм вытянут «кораблём», над трапезной возведена колокольня типа «восьмерик на четверике», почти равновеликая с четвериком. Он «сдвоен» не только в ширину (состоит из двух основных объёмов), но и в высоту (двухэтажный). Зимой службы велись в подклете, крытом коробовым сводом. Свод верхнего этажа более нарядный — гранёный, восьмилотковый. Наличники весьма разнообразны по узору. Как отмечают историки архитектуры, «стиль барокко ощутим в пластичной трактовке завершений церкви с использованием фигурных купольных покрытий с переломом, разорванных фронтонов, ярусных контрастно убывающих восьмериков со скульптурными волютами».
Мотив пятиглавия получил в данном храме оригинальную декоративную интерпретацию. Благодаря малым размерам угловых главок и усложнённому ярусному построению центральной главы, церковь воспринимается как одноглавая. Высотная активность придана и венчанию апсиды. Фасады церкви отличаются развитым декором. Особенность зданию придаёт приём фланкирования четверика храма гранёными башнеобразными пилястрами, которые увенчаны наподобие фиал малыми главками.
Самостоятельную композицию образует построенный в 1887 году по проекту Б. Б. Цинке-Готлиба объём широкой паперти, который примыкает с западного направления и выдвигается на красную линию. Его архитектурные формы представлены в русском стиле и отличаются дробной пластикой фасадов, включающей в себя многочисленные кокошники, колонки с перехватами, разнообразные ширинки, «бегунцы», «перспективные» порталы, шатровые покрытия и т. д. Исследователи отмечают пластическую перегруженность фасада этой церкви и называют её самой декоративной в Тюмени. По словам С. П. Заварихина и Б. А. Жученко, «говорить о каком-либо архитектурном единстве церкви и пристроя не приходится».
На втором этаже в интерьере летней церкви присутствуют фрагменты росписи, скорее всего выполненной мастером золотарского цеха, тобольским мещанином Петром Михайловичем Бельковым. В этом же месте находилась чудотворная икона Нерукотворного Спаса. К настоящему времени иконостасы утрачены.

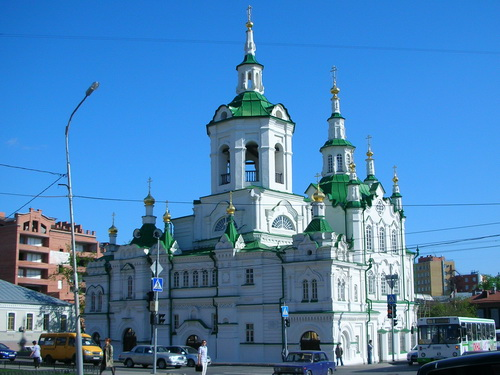
Вид с ул. Ленина (западная сторона)
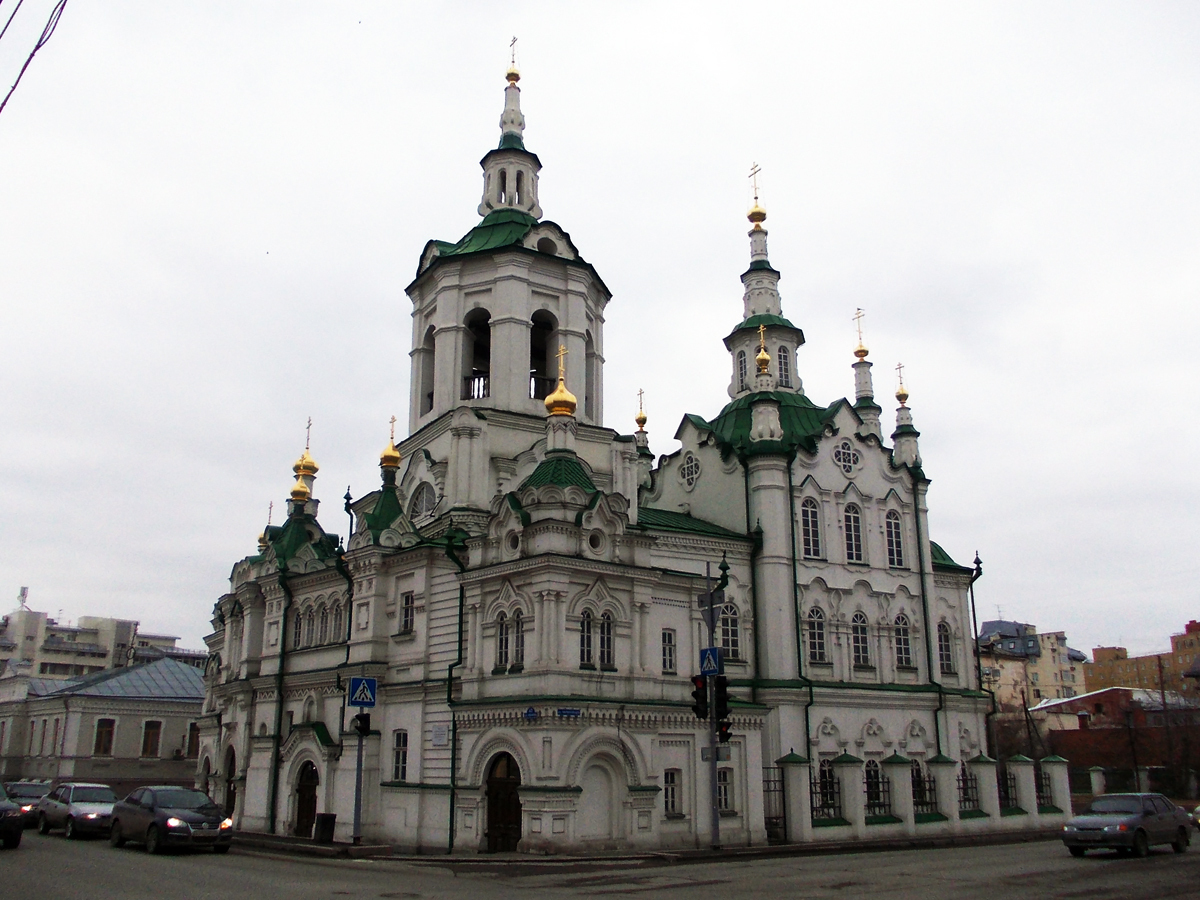
Вид с перекрёстка Ленина-Челюскинцев (юго-западная сторона)
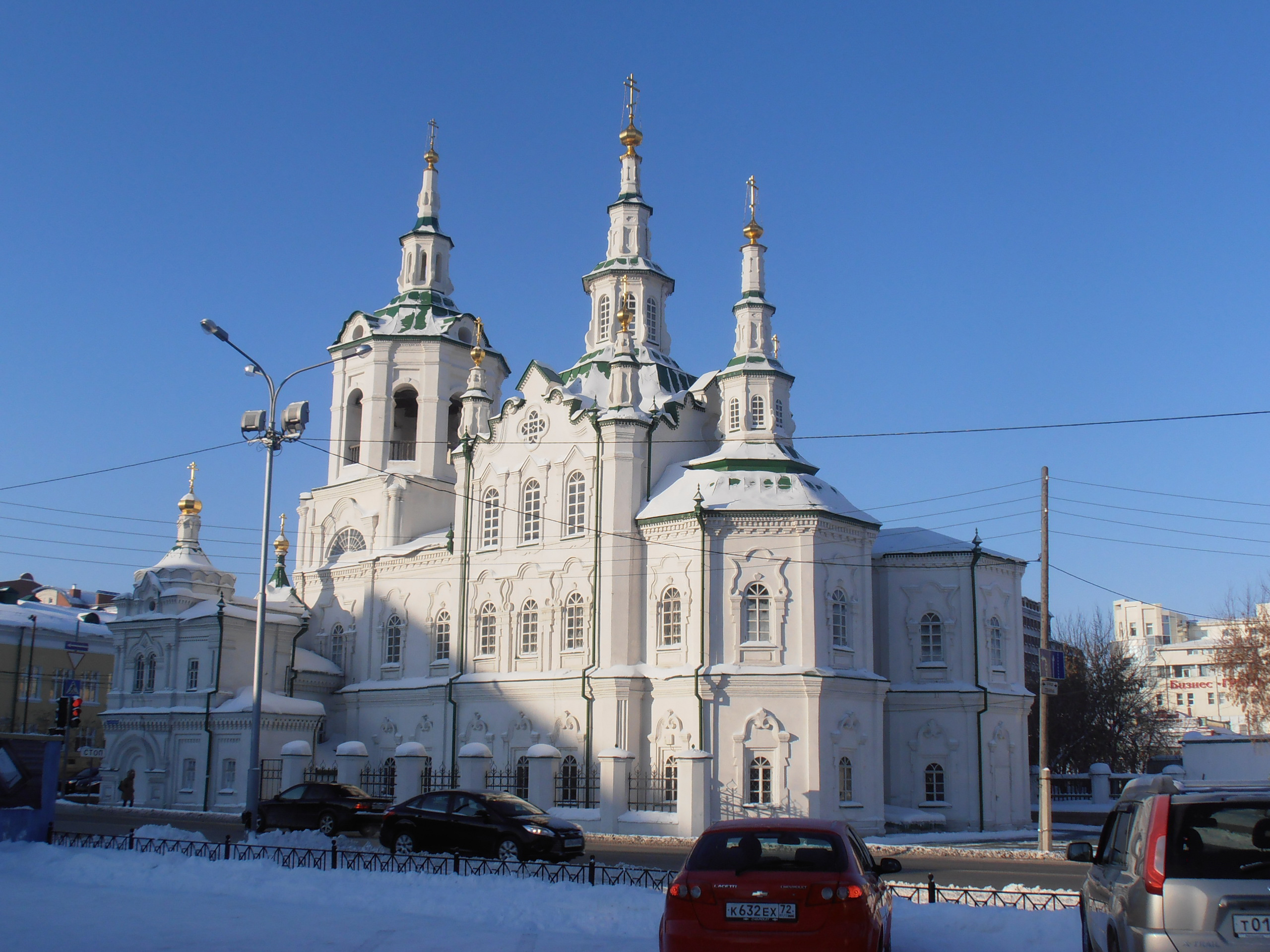
Вид с ул. Челюскинцев (южная сторона)
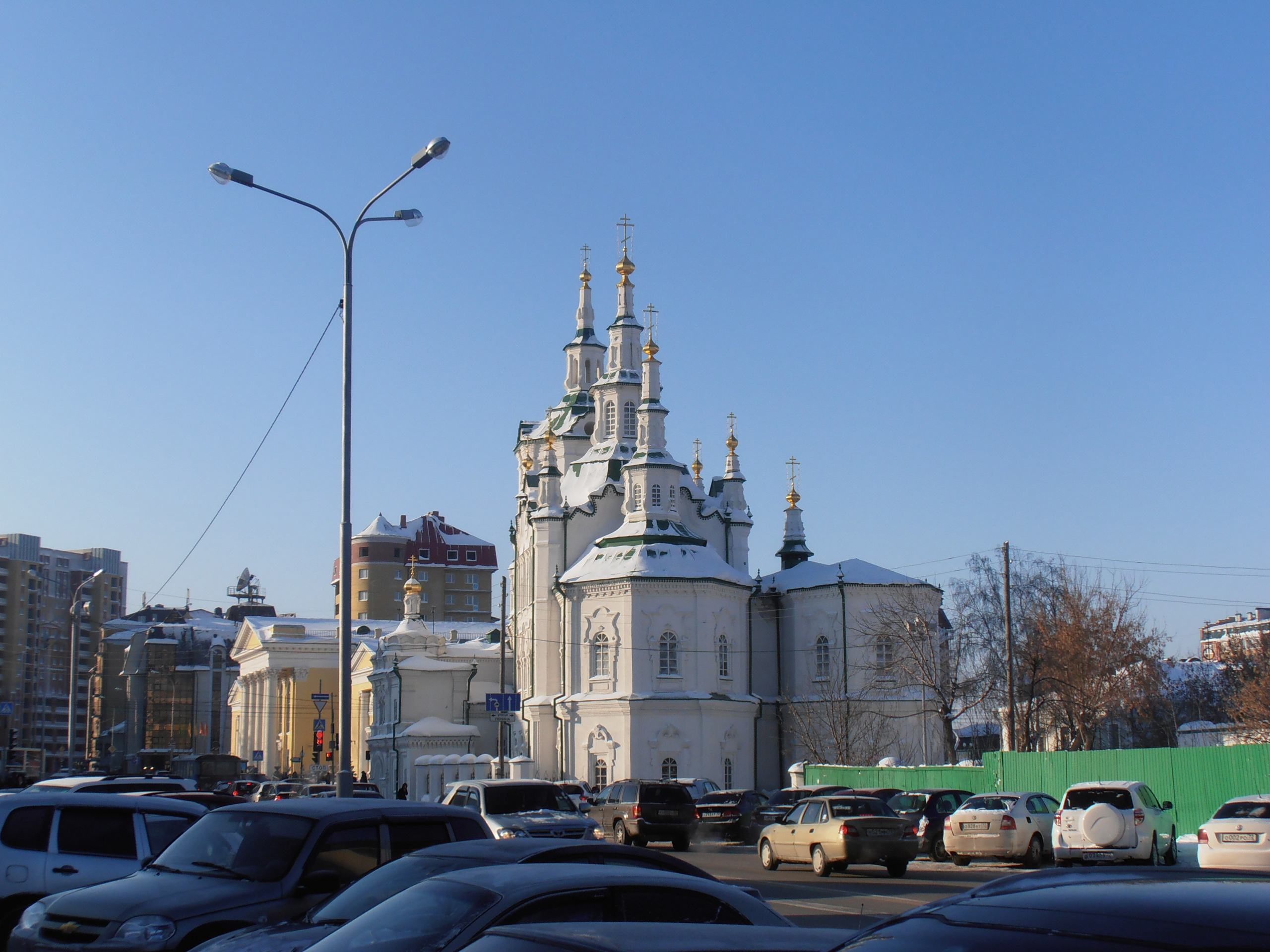
Вид с ул. Республики (восточная сторона)
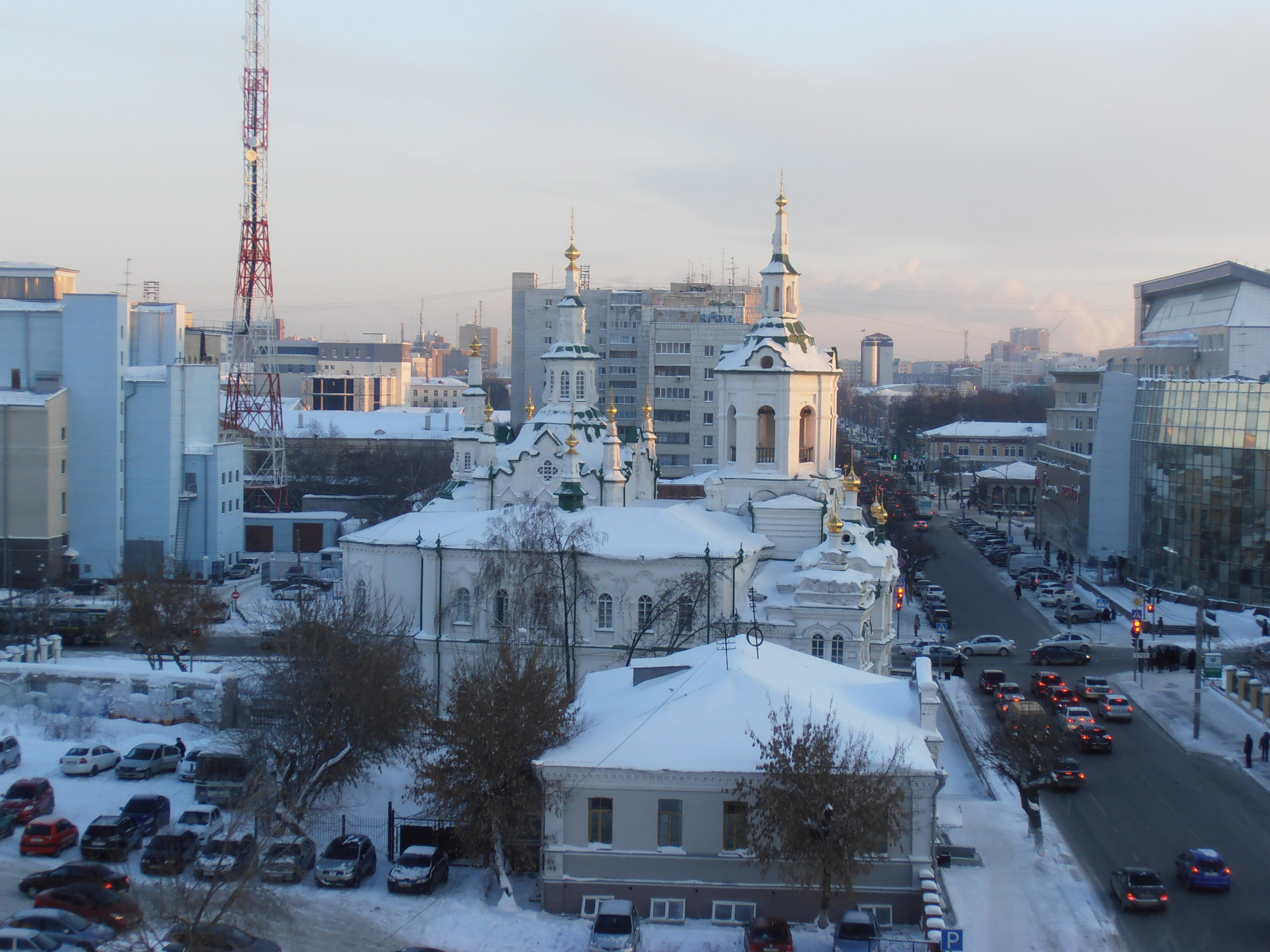
Вид с ул. Кирова (северная сторона)

## Отражение в литературе
Церковь фигурирует в автобиографической повести В. Крапивина «Тень Каравеллы», воссоздающей его детство в Тюмени в 1940-е годы. Церковь описывается как «высокая башня со шпилем» белого цвета, который сравнивается с белизной нетронутых кусков мела.